# أنثانثرين
الأنثانثرين هو مركب عضوي وينتمي إلى فئة الهيدروكربونات العطرية متعددة الحلقات.
وفقاً لبيانات الوكالة الدولية لبحوث السرطان فهناك دلائل محدودة في حيوانات التجارب تشير إلى أن المادة قد تكون مسرطنة.